# Stay (Faraway, So Close!)
"Stay (Faraway, So Close!)" o simplemente "Stay" es la quinta canción del álbum Zooropa y el tercer sencillo del mismo álbum lanzado por la banda de rock irlandesa U2.
La canción fue compuesta para la banda sonora de la película ¡Tan lejos, tan cerca!, continuación de El cielo sobre Berlín, ambas de Wim Wenders. Está inspirada en el estilo musical de Frank Sinatra. Bono declaró en 2005 a la revista Rolling Stone que esta canción era, probablemente, «la mejor canción de toda la discografía de U2». El videoclip, grabado en la ciudad alemana de Berlín, también fue un hito para la industria, y se encuentra entre los más recordados de la década. 
En clave de Mi bemol mayor, Stay comienza con la batería de Larry Mullen y la guitarra de The Edge, a la que se le suma poco a poco el bajo de Adam Clayton, y la voz de Bono, que conducen a un crescendo que tiene su punto culminante en el minuto 3:50. 
La canción tuvo su debut en vivo el 10 de mayo de 1993 en Róterdam, fue tocada en el resto de las fechas de la gira Zoo TV y posteriormente ha sido interpretada esporádicamente en las giras Elevation Tour y U2360°Tour. Tras no ser tocada en las giras Innocence + Experience ni The Joshua Tree 30, volvió a los setlists en los últimos 20 conciertos de la gira Experience + Innocence Tour, donde Bono la presentaba hablando de lo dividida que se encontraba la banda en Berlín a principios de los 90 y de cómo la música consiguió unirlos de nuevo. 
Stay ha sido lanzada oficialmente en los DVD: Zoo TV: Live from Sydney y Elevation: Live from Boston, y fue la única canción de Zooropa que la banda interpretó en su concierto en el festival Glastonbury 2011.

## Escritura e inspiración
La primera encarnación de "Stay (Faraway, So Close!)" Se desarrolló durante las sesiones de grabación para Achtung Baby. Mientras trabajaba en Hansa Ton Studios en Berlín, el guitarrista The Edge y el cantante Bono crearon el verso. La canción recibió el título de trabajo "Sinatra" en referencia al artista cuya música la inspiró. El grupo lo reelaboró en preparación de Zooropa. The Edge señaló "nos llegó en cuotas". El bajista Adam Clayton dijo "fue difícil imaginar cómo lo haríamos. Quiero decir, nadie nos va a confundir con la banda de acompañamiento de Frank Sinatra. Un pequeño y muy humilde sonido combinado es con lo que terminamos y realmente funcionó". The Edge agregó "Estaba tocando el piano con algunas progresiones de acordes de la vieja escuela tratando de invocar el espíritu de Frank Sinatra. Definitivamente no es de una tradición de rock and roll ". Trabajó un acorde progresión basada en viejas canciones de Tin Pan Alley.
"Bono solía decir que era para Frank Sinatra, pero necesitábamos canciones para Zooropa, así que pensamos que tendríamos una oportunidad".

—Adam Clayton
A medida que avanzaban las sesiones de grabación, Wim Wenders se acercó a la banda y les pidió una canción para su próxima película, Faraway, So Close!. The Edge dijo "escuchamos que Wim Wenders estaba buscando una canción ... así que tuve la oportunidad de terminarla". U2 vio la película, Faraway, So Close !, en busca de inspiración para crear la canción. Bono dijo que "la película trataba sobre ángeles que quieren ser humanos y que quieren estar en la Tierra. Pero para hacerlo tienen que volverse mortales. Fue una gran imagen para jugar, la imposibilidad de querer algo como esto, y luego el costo de tenerlo ". Se elaboraron dos versiones de la canción; el primero fue lanzado en Zooropa, y el segundo, casi dos minutos más y con "una guitarra más afilada y una interpretación de batería", se incluyó en Faraway, So Close! banda sonora. Cerca de la finalización de la grabación, Bono cambió el nombre de la canción a "Stay". Queriendo hacer más referencia a la película de Wenders, la cambió una vez más, a "Stay (Faraway, So Close!)".

## Composición y tema
"Stay (Faraway, So Close!)" Dura 4 minutos y 58 segundos. De acuerdo con la partitura de Universal Music Publishing Group publicada en Musicnotes.com, se reproduce en tiempo común a un ritmo de 86 latidos por minuto en la tecla de E ♭ major. Las voces se extienden desde una nota baja de B3 a una alta de D♯7.
"La acción ocurre en un curioso paisaje onírico en el que nada parece seguro excepto la incertidumbre misma".

—Niall Stokes.
El colaborador de Third Way, Graham Cray, escribió que la canción "[describe] más directamente una cultura que consiste en una cacofonía de voces e imágenes, pero que no tiene alma ni dirección". El editor de Hot Press, Niall Stokes, notó que la letra era ambigua en si tuvieron lugar en la realidad o la fantasía, lo que comparó con el tema general del álbum. El autor David Kootnikoff creía que "la melodía pop oculta el oscuro tema de la letra sobre una víctima de abuso físico que aleja su dolor con la frase 'Cuando te lastima, te sientes vivo'". Mark Brown de The Orange County Register lo describió como "la historia desesperada de una mujer maltratada que no tiene a dónde ir sino regresar a su hogar". Lo comparó con la canción de 1987 de U2 "Running to Stand Still", diciendo "Ese mismo tipo de narrativa descriptiva pero distanciada es lo que lo hizo tan poderoso".

## Lanzamiento
"Stay (Faraway, So Close!)" Fue lanzado internacionalmente como el tercer sencillo de Zooropa el 22 de noviembre de 1993, luego de los lanzamientos de "Numb" y "Lemon" a principios de año. Estaba disponible en vinilo de 7 pulgadas, cassette, y CD en cuatro versiones. Varios sencillos promocionales también fueron lanzados a figuras de la industria, incluida una versión de vinilo de 12 pulgadas. Todos los formatos incluyeron una portada de "I've Got You Under My Skin". "Stay (Faraway, So Close!)" Se incluyó en el álbum recopilatorio de 2002 de U2 The Best of 1990–2000, y en el lanzamiento del video que lo acompaña. La grabación alternativa de la canción fue lanzada en la banda sonora de Faraway, So Close!. Craig Armstrong lo cubrió en su álbum de 2002 As If to Nothing; Bono grabó una nueva toma vocal para la pista. La canción también aparece en el episodio "Fatal Extraction" de Only Fools and Horses en 1993.

### Lados B
Seis lados B se incluyeron en las cuatro versiones. "I Got You Under My Skin" era el único lado B en los formatos de casete y 7 ". También estaba disponible en la versión denominada "The Swing Format", que contenía dos remixes de "Lemon". "I Got You Under My Skin" es una versión de la canción de Cole Porter de 1936, grabada como dúo por Bono y Frank Sinatra. También fue lanzado en el álbum Duets de Sinatra en 1993. "Lemon (Perfecto Mix)" fue remezclada por Paul Oakenfold y Steve Osborne. "Lemon (Bad Yard Club Edit)" fue mezclado por David Morales, quien agregó su propia percusión a la pista.
"The Live Format" incluyó el primer lanzamiento de estudio de "Slow Dancing" y versiones en vivo de "Bullet the Blue Sky" y "Love Is Blindness" del Zoo TV Tour. "Slow Dancing" es una canción acústica de Bono y fue escrita para Willie Nelson. Debutó en concierto el 1 de diciembre de 1989 en Osaka, Japón, en el Lovetown Tour, casi cuatro años antes de su lanzamiento, y se ha realizado con poca frecuencia desde entonces. Mientras grababa elementos de "Stay (Faraway, So Close!)", Bono tomó una guitarra y comenzó a tocar la canción. Cuando terminó, le preguntó a Flood si quería grabarlo; sin que él lo supiera, el micrófono estaba encendido y la toma había sido grabada. Luego se realizó una segunda toma. Se consideró para su inclusión en Zooropa; aunque al productor Brian Eno le gustó, la canción no fue seleccionada para el álbum. Una segunda versión, grabada con Nelson, fue lanzada más tarde como B-side en el sencillo de 1997 de U2 "If God Will Send His Angels". "Bullet the Blue Sky" fue grabado el 28 de agosto de 1993 en Dublín. "Love Is Blindness" fue tomado del concierto de U2 el 30 de agosto de 1992 en la ciudad de Nueva York.

### Video musical
"Me encanta la interacción entre Bono y Meret. Es muy difícil para Meret fingir que está cantando sola, y Bono realmente se burló de ella ... trató de distraerla, pero ella siguió cantando como si él no estuviera allí".

—Wim Wenders
El video musical de "Stay (Faraway, So Close!)" Fue dirigido por Wim Wenders, producido por Debbie Mason y editado por Jerry Chater. El video fue filmado en Berlín en el transcurso de tres días, principalmente en blanco y negro pero con algunas secuencias en color. Contiene cameos de algunos de los actores que aparecieron en Faraway, So Close!, incluido Otto Sander, así como el sobrino de Wenders. Se toman varias escenas directamente de Faraway, So Close! y la película de 1987 de Wenders, Wings of Desire, que también sirvió de inspiración principal para la premisa del video. Wenders señaló que "hacer un video es realmente un juego de pelota muy diferente. Tienes el guion, por así decirlo, porque tienes la canción y todo lo que haces es para ayudar a que la canción brille ... Quieres hacer esa canción verse tan bien como sea posible y sonar tan bien como sea posible e tan interesante como sea posible ". Varias tomas representan a los miembros de la banda parados en la estatua de Victoria, un monumento en la parte superior de la Columna de la Victoria de Berlín; Se creó un modelo del ángel para esas escenas. En el fondo se incluyeron los restos de equipos militares de la Guerra Fría, incluido el MiG soviético.
El video muestra a una banda tocando "Stay (Faraway, So Close!)". U2 fueron elegidos en el papel de los ángeles guardianes de la banda, vigilando la posición que corresponde a su instrumento en U2. Meret Becker es la actriz principal del video, elegida como la cantante principal de la banda. Wenders declaró que "les gustó la idea de que la voz de Bono sería cantada por una niña en este video". A lo largo del video U2 ayuda a los músicos a tocar la canción; El baterista Larry Mullen, Jr. se muestra ayudando en el ritmo, mientras que The Edge sintoniza la guitarra, que Wenders señaló es "lo que harías si fueras el ángel guardián de un guitarrista principal". El video alterna entre la banda jugando, los miembros de U2 parados en Victoria, y escenas de ambas películas de Wenders. Al final del video, Bono deja la banda por su cuenta. La toma final lo muestra cayendo a la tierra, personificando la letra final "Solo el golpe y el ruido como un ángel toca el suelo".

## Espectáculos en vivo
"Stay (Faraway, So Close!)" Debutó el 31 de julio de 1993 en Estocolmo, Suecia, en la cuarta etapa del Zoo TV Tour. Se realizó en todos los conciertos restantes de la gira. No se tocó en el PopMart Tour. "Stay (Faraway, So Close!)" Regresó al escenario en vivo el 20 de abril de 2001 en San José, California, en la primera etapa del Elevation Tour, por lo que es la primera canción de Zooropa que se tocará en América del Norte. Fue realizado como un dúo acústico por Bono y The Edge. La interpretación fue improvisada y no figura en la lista de canciones, con Bono leyendo la letra de una hoja. La canción continuó ejecutándose esporádicamente durante el resto de la gira, apareciendo en 48 de 113 conciertos. "Stay (Faraway, So Close!)" No se tocó durante el Vertigo Tour, pero U2 lo revivió en el U2 360° Tour. Se tocó esporádicamente en la primera y segunda etapa de la gira, y fue una característica principal de la quinta etapa. Fue la única canción de Zooropa interpretada por U2 en el Festival de Glastonbury en 2011.  Después de estar ausente de las listas de canciones durante la totalidad de las giras Innocence + Experience y Joshua Tree 30, regresó para los últimos 20 conciertos del 2018 Experience + Innocence Tour, cuando fue realizado por toda la banda y eléctricamente por primera vez desde el ZooTV Tour. Bono presentó la canción al hablar sobre cuán dividida estaba la banda en Berlín a principios de la década de 1990 y cómo la música los ayudó a reconectarse.
Las actuaciones en vivo de la canción aparecen en Zoo TV: Live from Sydney (1994), Elevation 2001: Live from Boston (2001), "Walk On" y "Stuck in a Moment You Can ' t Get Out Of" sencillos (2001), Zoo TV Live (2006), y el álbum en vivo U22 (2012). La actuación de Zoo TV Live es una copia de audio de la actuación de Zoo TV: Live from Sydney. La versión de los sencillos "Walk On" y "Stuck in a Moment You Can't Get Out Of" se grabó en Toronto, Ontario, el 25 de mayo de 2001.

## Recepción
"Stay (Faraway, So Close!)" Fue aclamado por la crítica. El periodista musical Sam Richards calificó la canción con cuatro estrellas de cinco, llamándola "una balada de rock alternativo centelleante de los 90, un primo de "High and Dry" de Radiohead y "1979" de Smashing Pumpkins, que casi logra mantener la tapa. en su impulso de buscar el acantilado más cercano". El editor de Hot Press, Niall Stokes, dijo que "la actuación está llena de una belleza lánguida, un tipo de emoción suave y discreta que parece estar en desacuerdo con la desorientación en las letras". El colaborador de la cartelera Fred Bronson bromeó diciendo que era un ejemplo de cómo las canciones llamadas "Stay" alcanzan los Hot 100, luego de éxitos con nombres similares de Big Mountain, The Four Seasons, Shakespears Sister y Jodeci.  Robert Levine, de Spin, lo llamó una de sus mejores canciones y dijo: "Todavía están obsesionados con la trascendencia, ya sea del tipo que se encuentra en un acantilado de Joshua Tree o en una pista de baile de "Miami". Y ["Stay (Faraway, So Close !)"] enmarcó esa búsqueda en el más íntimo de los términos, incluso cuando estaban demasiado cansados para salir de debajo de su limón y mirarnos a los ojos".
Escribiendo para Time, Josh Tyrangiel lo comparó con los éxitos anteriores de U2 "Where the Streets Have No Name" y "One", diciendo "'Stay (Faraway, So Close!)' ... [logra] lo imposible: ser significativo para millones de personas, precisamente porque [es] maravillosamente vago ". David Bauder, de Associated Press, lo llamó "la canción más bella del álbum". Peter Howell, del Toronto Star, dijo que era "la canción de U2 más convencional en el álbum". Mark Brown de The Orange County Register señaló "Las líneas de guitarra casual en 'Stay' infunden la canción con una tensión que se adapta perfectamente al tema". La revisora de Bergen Record, Barbara Jaeger, la calificó como una "balada dolorosamente hermosa". Al escribir para The Dallas Morning News, Manuel Mendoza dijo que era "absolutamente hermosa, con el ronco gemido de Bono evocando un cálido anhelo".
"Stay (Faraway, So Close!)" Fue nominado en la categoría Mejor canción original en los 51° Premios Globo de Oro. En 2005, Bono dijo que "Stay (Faraway, So Close!)" Era "quizás la mejor canción de U2", diciendo que tiene el "contorno más extraordinario de una melodía. Es realmente bastante sofisticado. La letra nunca falla, y señaló que "nunca habían convertido 'Stay' en el sencillo que merecía ser". Lo nombró como una de sus dos canciones favoritas de U2, junto con "Please". The Edge lo llamó "la pista destacada en el disco ". Wenders lo describió como una de sus canciones favoritas de U2.

## Formatos y listados de pistas
Todas las pistas están escritas por U2 e interpretadas por U2, excepto "I Got You Under My Skin", escrita por Cole Porter e interpretada por Frank Sinatra con Bono.
| N.º             | Título                       | Duración |
| --------------- | ---------------------------- | -------- |
| 1.              | "Stay (Faraway, So Close!)"  | 4:58     |
| 2.              | "I've Got You Under My Skin" | 3:32     |
| Duración total: | Duración total:              | 8:30     |

| N.º             | Título                       | Duración |
| --------------- | ---------------------------- | -------- |
| 1.              | "Stay (Faraway, So Close!)"  | 4:58     |
| 2.              | "I've Got You Under My Skin" | 3:32     |
| 3.              | "Lemon" (Bad Yard club edit) | 5:19     |
| 4.              | "Lemon" (Perfecto mix)       | 8:57     |
| Duración total: | Duración total:              | 22:46    |

| N.º             | Título                       | Duración |
| --------------- | ---------------------------- | -------- |
| 1.              | "Stay (Faraway, So Close!)"  | 4:58     |
| 2.              | "Slow Dancing"               | 3:20     |
| 3.              | "Bullet the Blue Sky" (Live) | 5:32     |
| 4.              | "Love Is Blindness" (Live)   | 5:58     |
| Duración total: | Duración total:              | 19:48    |

| N.º             | Título                       | Duración |
| --------------- | ---------------------------- | -------- |
| 1.              | "Stay (Faraway, So Close!)"  | 4:58     |
| 2.              | "I've Got You Under My Skin" | 3:32     |
| 3.              | "Slow Dancing"               | 3:20     |
| 4.              | "Bullet the Blue Sky" (Live) | 5:32     |
| 5.              | "Love Is Blindness" (Live)   | 5:58     |
| 6.              | "Lemon" (Bad Yard club edit) | 5:19     |
| Duración total: | Duración total:              | 25:07    |

## Créditos y personal

### U2[51]
• Bono - voz, guitarra
• The Edge - guitarra, coros
• Adam Clayton - bajo
• Larry Mullen, Jr. - batería, percusión

### Técnico[51]
• Producción - Flood
• Asistencia de producción - Rob Kirwan
• Ingeniería - Flood y Robbie Adams
• Asistencia de ingeniería - Willie Mannion y Rob Kirwin

## Gráficos y ventas

### Gráficos semanales
| Chart (1993-1994)                                  | Posición |
| -------------------------------------------------- | -------- |
| Australia (ARIA)                                   | 5        |
| Austria (Ö3 Austria Top 40)                        | 22       |
| Bélgica (Ultratop 50 Flandes)                      | 13       |
| Canadá Top Singles (RPM)                           | 14       |
| Dinamarca (IFPI)                                   | 6        |
| Europa (Eurochart Hot 100)                         | 10       |
| Finlandia (Suomen virallinen lista)                | 5        |
| Francia (SNEP)                                     | 18       |
| Alemania (Official German Charts)                  | 88       |
| Islandia (Íslenski Listinn Topp 40)                | 3        |
| Irlanda (IRMA)                                     | 1        |
| Italia (Musica e dischi)                           | 3        |
| Países Bajos (Top 40 holandés)                     | 10       |
| Países Bajos (Top 100 individual)                  | 10       |
| Nueva Zelanda (Recorded Music NZ)                  | 6        |
| España (AFYVE)                                     | 15       |
| Suecia (Sverigetopplistan)                         | 13       |
| Suiza (Schweizer Hitparade)                        | 20       |
| UK Singles (Official Charts Company)               | 4        |
| US Billboard Hot 100                               | 61       |
| Canciones alternativas estadounidenses (Billboard) | 15       |
| US Mainstream Rock (Billboard)                     | 12       |

### Tablas de fin de año
| Chart (1993)                        | Posición |
| ----------------------------------- | -------- |
| Islandia (Íslenski Listinn Topp 40) | 39       |

| Chart (1994)               | Posición |
| -------------------------- | -------- |
| Bélgica (Ultratop)         | 93       |
| Europa (Eurochart Hot 100) | 75       |

### Ventas y certificaciones
| Región                                              | Certificación | Unidades certificadas / ventas |
| --------------------------------------------------- | ------------- | ------------------------------ |
| Reino Unido (BPI)                                   | Plata         | 200,000^                       |
| ^ cifras de envíos basadas solo en la certificación |               |                                |

## Listas
| Año  | Sencillo                    | Lista                     | Posición |
| ---- | --------------------------- | ------------------------- | -------- |
| 1993 | "Stay (Faraway, So Close!)" | Australian Singles Chart  | #5       |
| 1993 | "Stay (Faraway, So Close!)" | UK Singles Chart          | #4       |
| 1993 | "Stay (Faraway, So Close!)" | US Billboard Hot 100      | #61      |
| 1993 | "Stay (Faraway, So Close!)" | US Modern Rock Tracks     | #15      |
| 1993 | "Stay (Faraway, So Close!)" | US Mainstream Rock Tracks | #12      |